# 吉普斯蘭湖
吉普斯蘭湖位於澳大利亞維多利亞州的東吉普斯蘭，是一個由湖泊、沼澤與潟湖組成的系統，面積達354平方公里。其中最大的幾個湖泊分別為：惠靈頓湖（Lake Wellington）（古奈語：Murla）、國王湖（Lake King）和維多利亞湖（Lake Victoria）。它們是由維多利亞州的幾條河流所匯聚而成：阿凡河、湯姆森河、阿凡河、拉特羅布河、蜜雪兒河、尼可森河和坦波河。

## 歷史
吉普斯蘭湖泊系統的形成主要有兩個原因；第一個是因為各個河流所帶來的泥沙堆積，這些泥沙有的堆積成堤岸，並可綿延數公里，例如蜜雪兒河流入國王湖（Lake King）時即堆積出許多突堤。另一個原因則是在巴斯海峽的海流作用下，形成了著名的九十哩海灘，該海流同時也從海上切斷了堆積三角洲。
1889年，吉普斯蘭湖的湖口小鎮這個地方蓋了一道水門，以維持湖區水位的穩定，該地並開闢了海港供漁船出入；此港口必須定期疏浚，否則容易淤沙使船隻無法通過。

## 生態環境

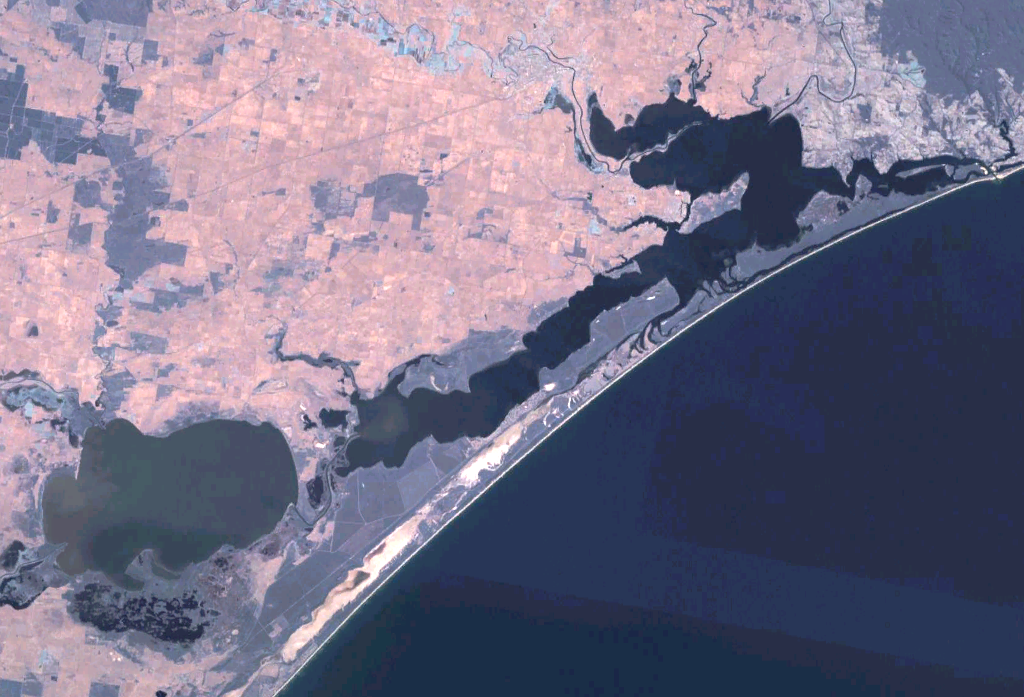
美國陸地衛星7號對吉普斯蘭湖的空拍畫面。此圖右上角的湖泊即是維多利亞州著名景點湖口小鎮。

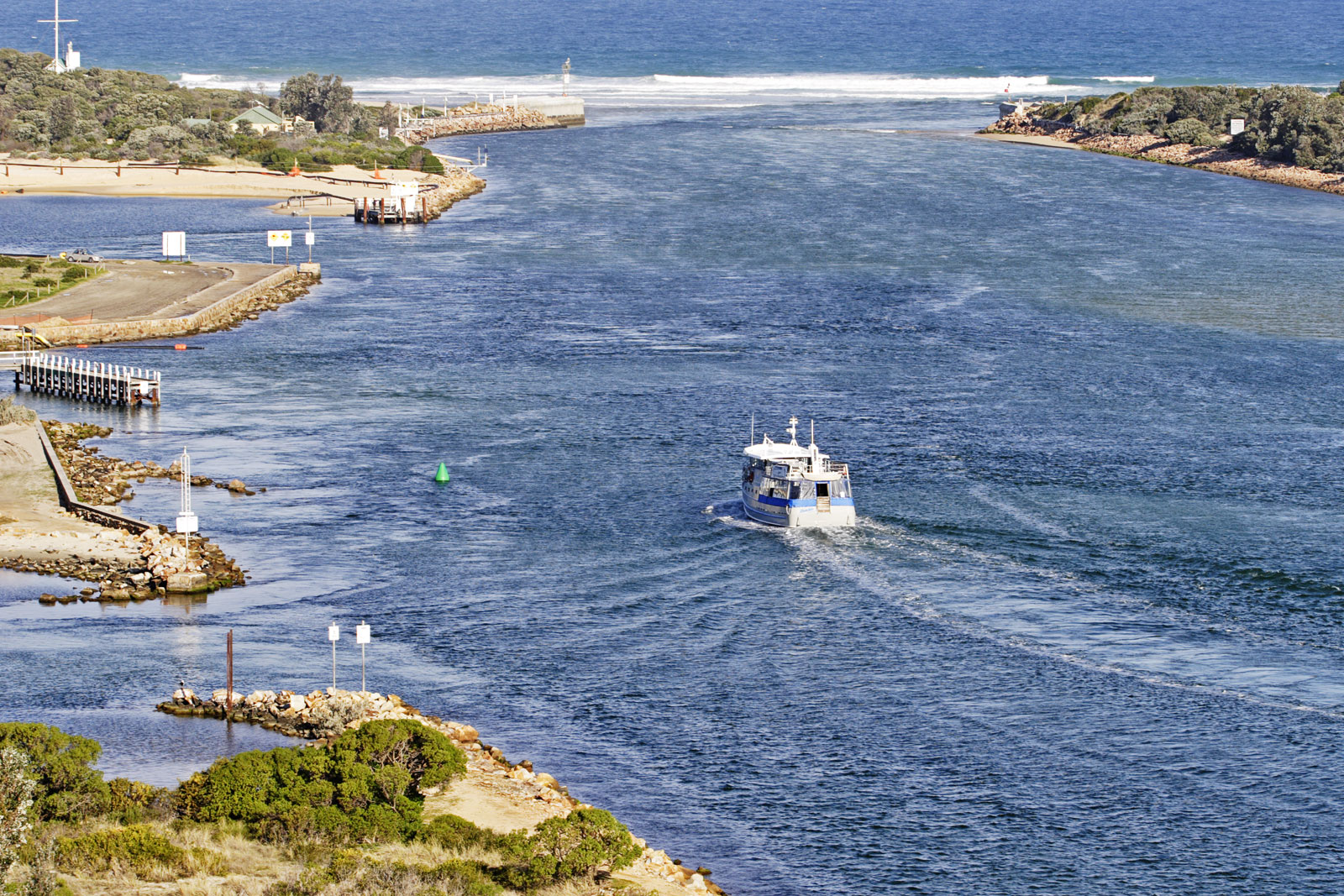
維多利亞州著名景點湖口小鎮。

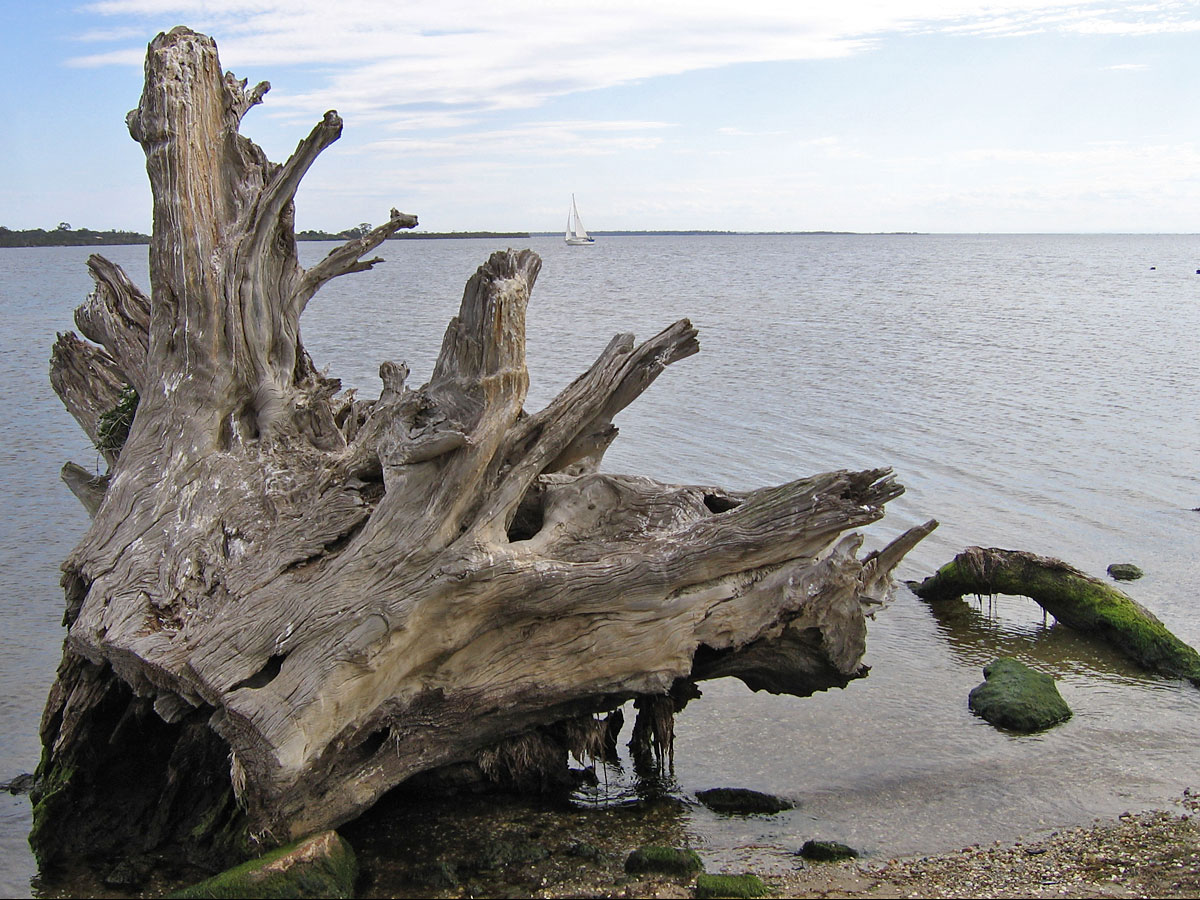
維多利亞州東部Metung市附近的國王湖（Lake King）。

吉普斯蘭湖區域內生態相當豐富，有兩座生態保護區，分別是湖群國家公園和吉普斯蘭湖岸公園（Gippsland Lakes Coastal Park），內有數量、種類眾多的野生動植物。吉普斯蘭湖區域內的溼地也受到拉姆薩爾溼地公約（international Ramsar Convention on wetlands）的保護。該區域內約有400種本土植物和300種野生動物，其中有三種植物（兩種為蘭屬）被列為瀕危物種。

## 參考文獻

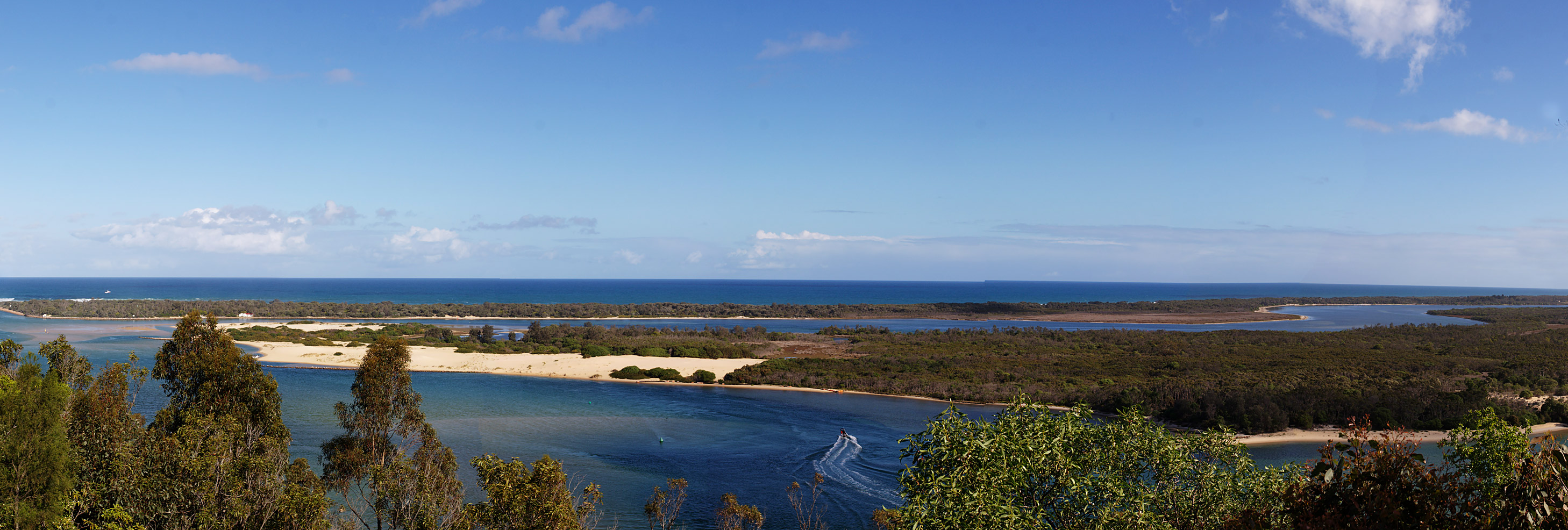
吉普斯蘭湖。

### 澳大利亞寬吻海豚
2011年，吉普斯蘭湖裡發現50隻新種海豚，另外在維多利亞州菲利普港也發現150隻該種海豚，此種海豚在以往被誤認為一般的寬吻海豚；動物學家將之命名為「澳大利亞寬吻海豚」，其英文名Burrunan dolphin，在澳洲原住民語中的意思為「大型的、海豚類的生物」。

### 鳥類
該區域的溼地成為2萬隻水鳥的棲息地，其中包括來自西伯利亞和阿拉斯加的候鳥；此地也是國際鳥盟所認證的重要鳥區，因為此地棲息了全球1%的黑天鵝、栗胸鴨和麝香鴨，以及大量仙女燕鷗。

### 磷光現象
2006年12月，維多利亞州的高山森林發生大火，該火災持續了69天，覆蓋面積達100萬公頃，火災的餘燼進入吉普斯蘭湖的上游幾條河流之中；2007年6月，吉普斯蘭湖周遭因低氣壓通過造成百年一次的大洪水，洪水將上游土壤中的大量營養物質帶入湖泊中。在湖泊水溫升高的情形下，藻類急遽增加，除了常見的綠色聚球藻，在2008年底該湖出現了夜光藻，該藻類在夜間只要感受到湖水的波浪起伏即會放出磷光，也就是俗稱的「藍眼淚」。

## 地理組成
吉普斯蘭湖泊系統中，各個組成湖泊依面積大小排列如下：
- 惠靈頓湖（Lake Wellington）
- 維多利亞湖（Lake Victoria）
- 國王湖（Lake King）
- 里夫湖（Lake Reeve）
- 泰爾斯湖（Lake Tyers）
- 科爾曼湖（Lake Coleman）

## 外部連結
维基共享资源上的相關多媒體資源：吉普斯蘭湖
- Gippsland Lakes Coastal Park（英文）
- Gippsland Coastal Board（英文）
- The Lakes National Park & Gippsland Lakes Coastal Park Plan（英文）
- http://www.gippslandports.vic.gov.au/ （页面存档备份，存于）